# 發財車 (台灣)

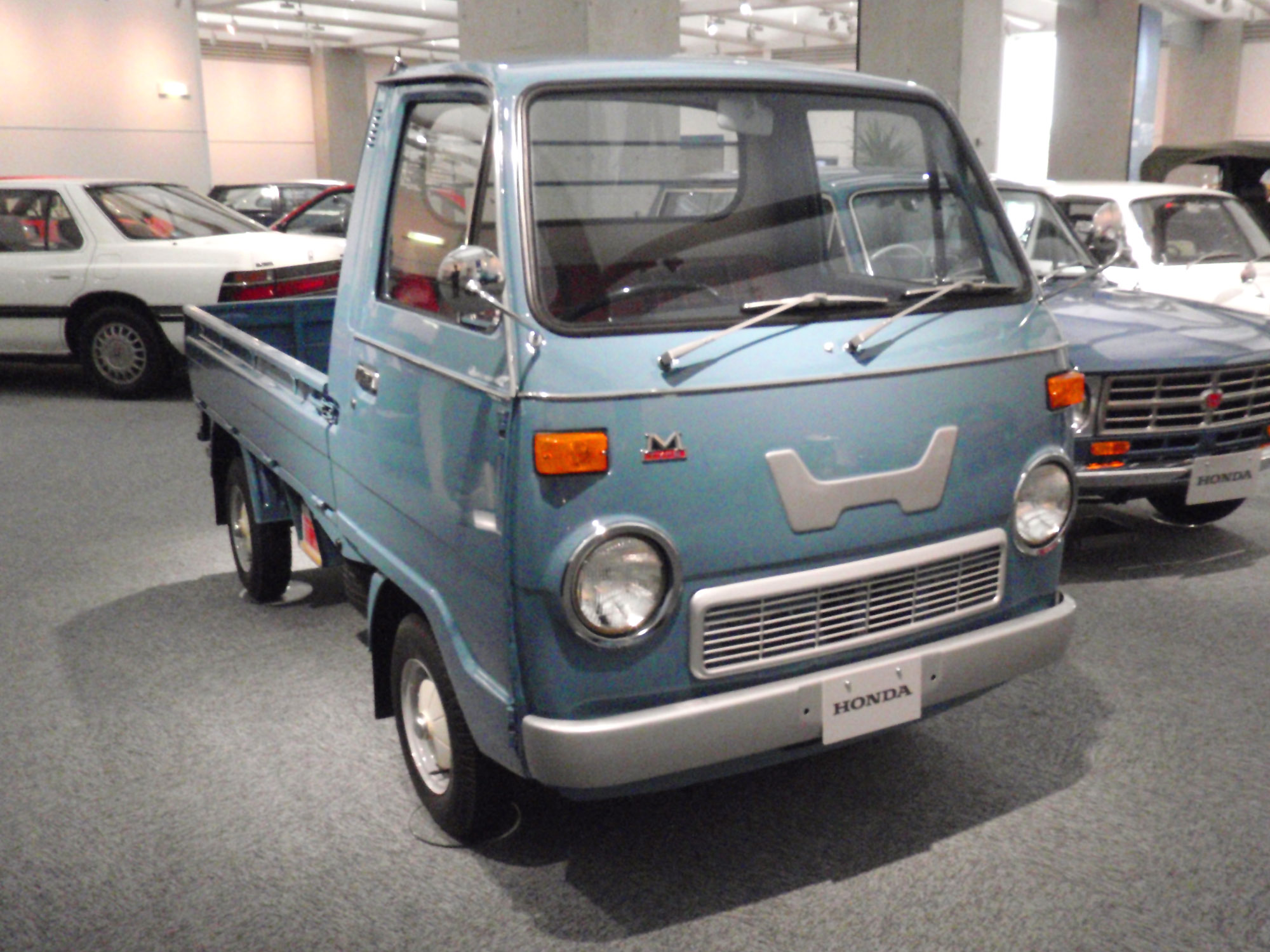
Honda TN360貨車

發財車在台灣是一種搭載小排氣量引擎的貨車，車名源自於台灣三陽工業與日本本田技研共同合作所生產的TN360小貨車。引入台灣之後命名為「發財」，又名「發財仔車」。然而體積稍大的3.49公噸輕型貨車，叫做三噸半。

## 主要車種
台灣本土組裝的迷你商用車，主要以日系品牌車款為主。2019年開始，來自中國大陸的東風汽車旗下所生產的「東風小康」（Dongfeng Sokon）
K系列與V系列貨車，到了台灣則以穩發的名義進行販售（穩發車系的基本架構，則是出自第四代至第六代的鈴木Every以及第十代的鈴木Carry車系）。

## 相片

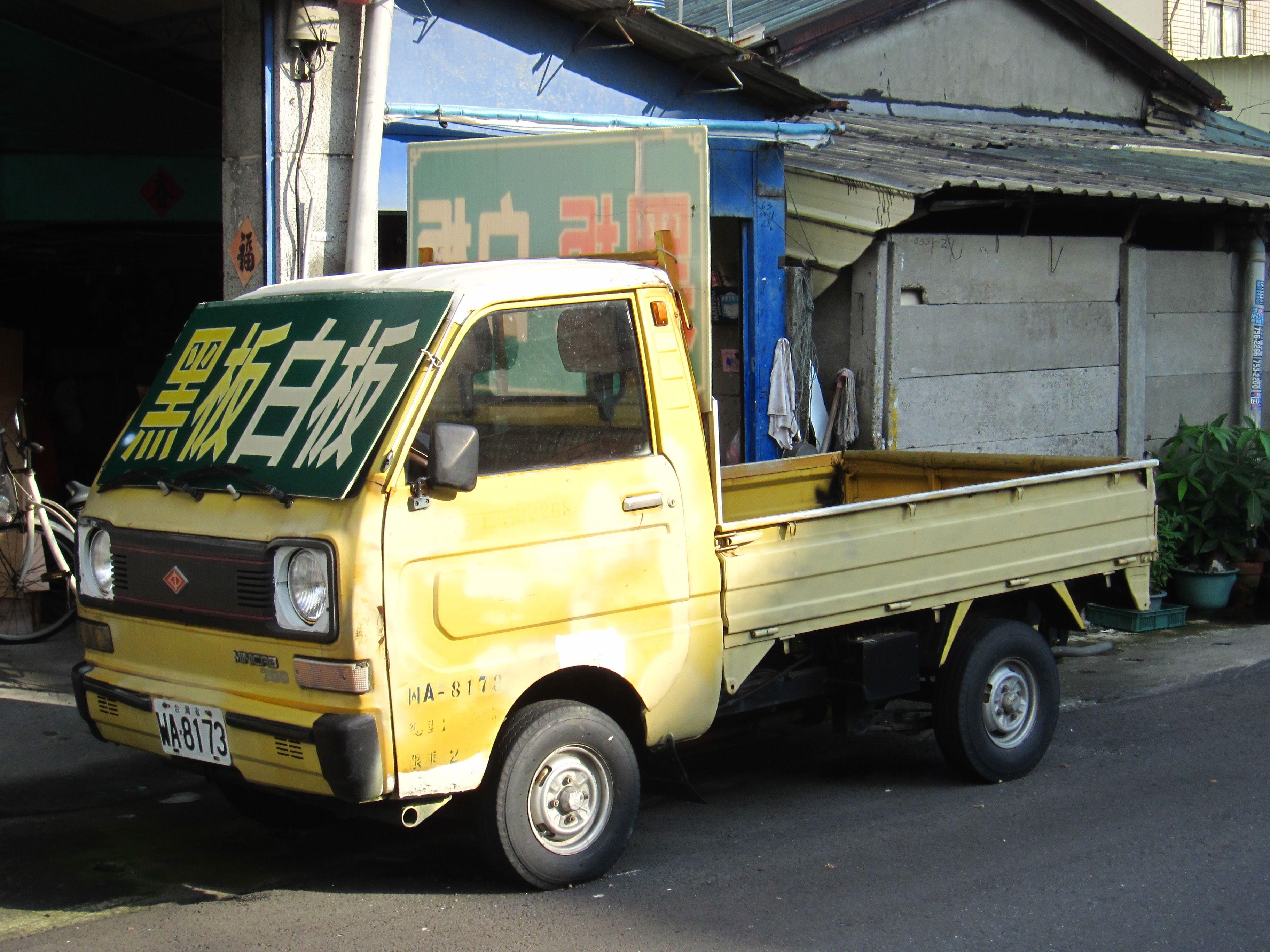
中華百利700貨車
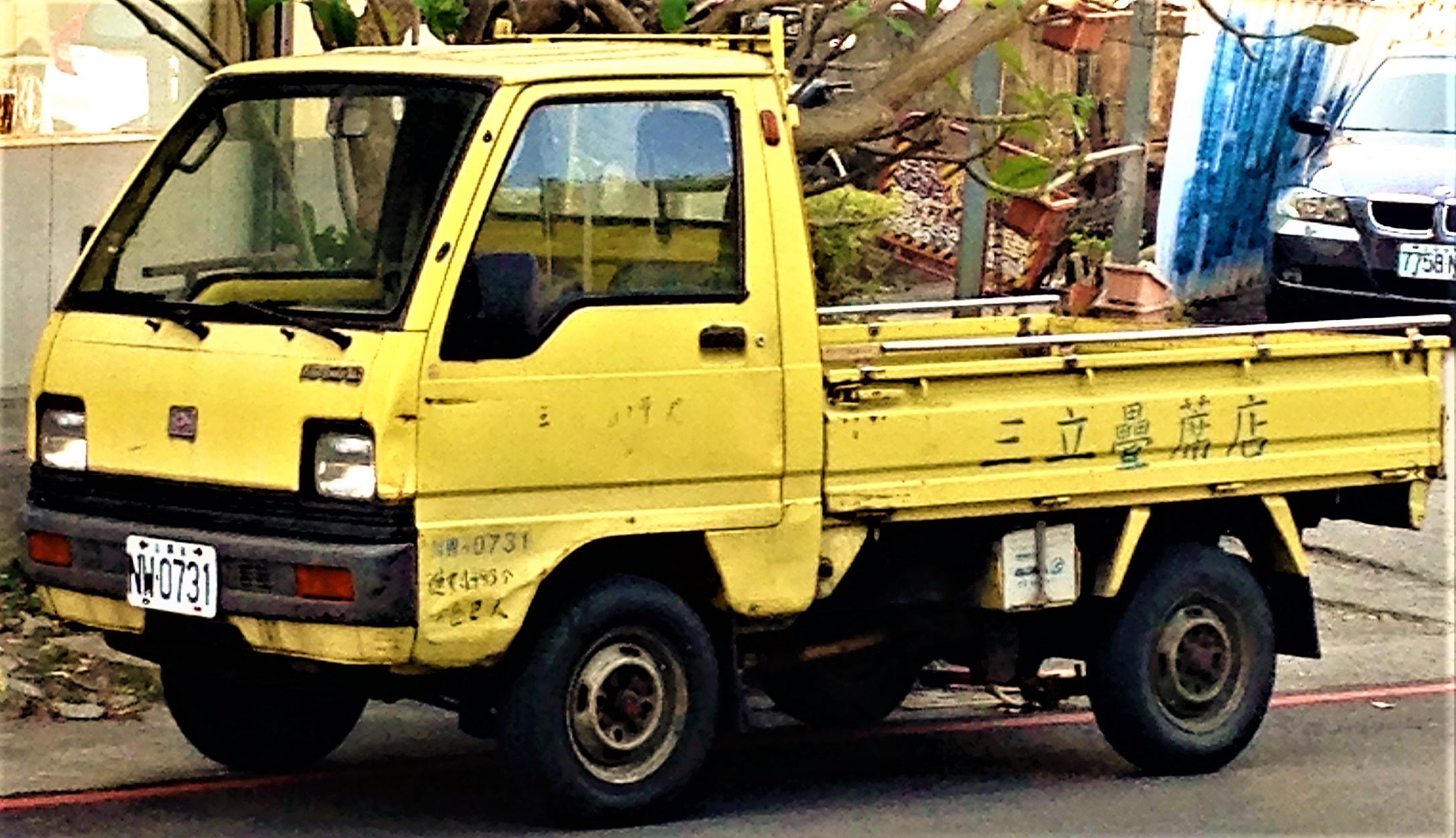
中華百利800貨車
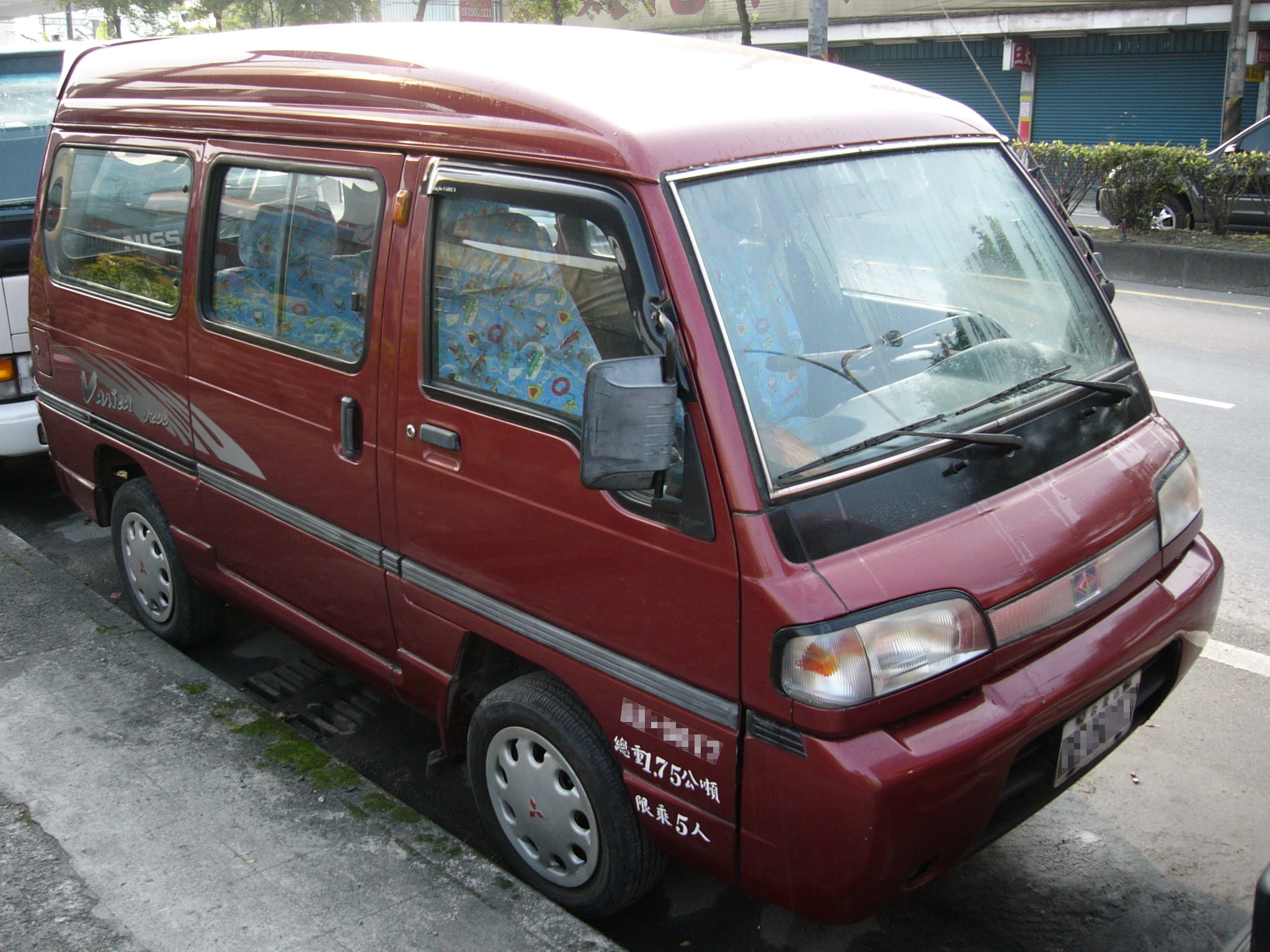
中華威利客貨車
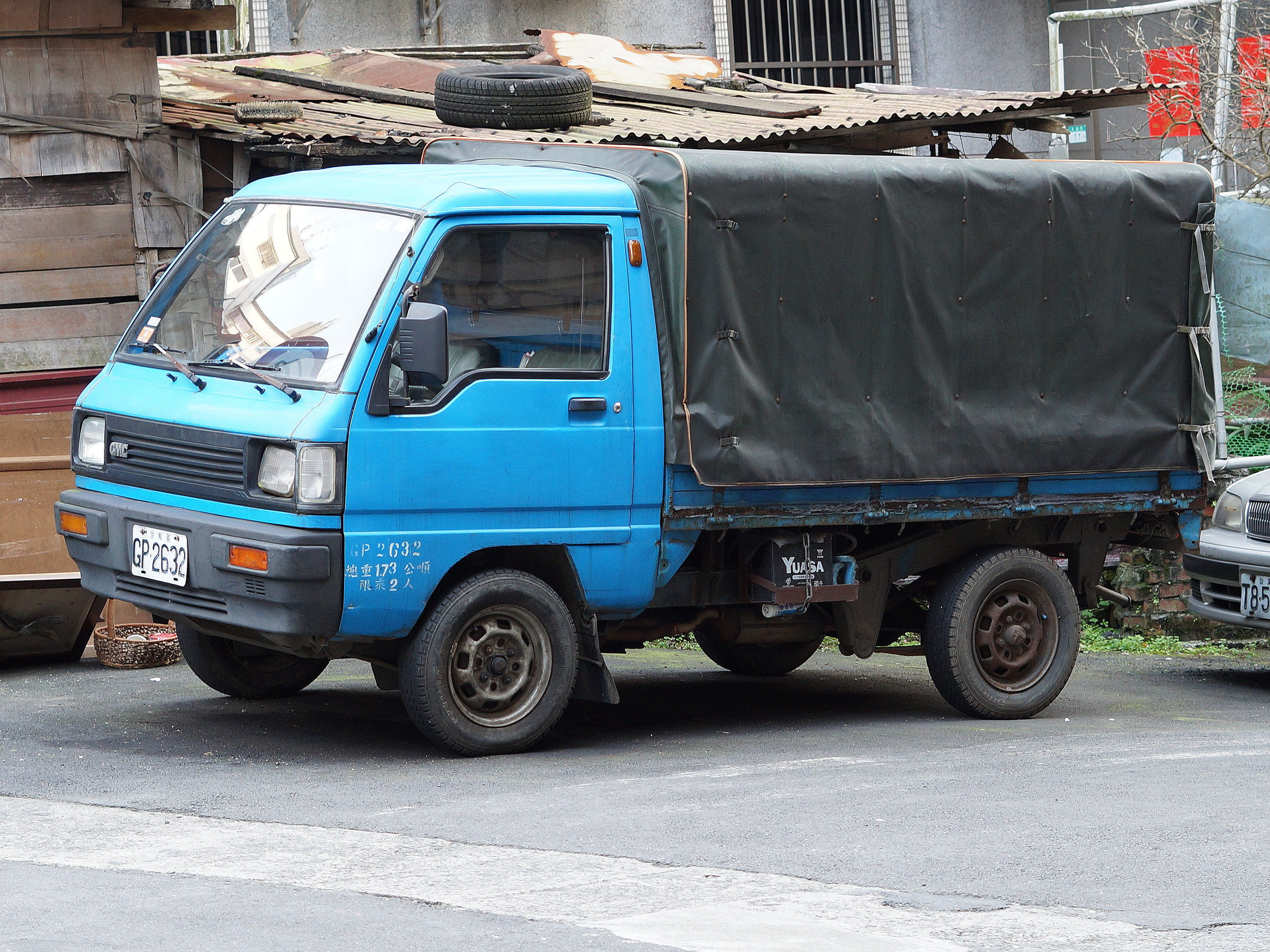
中華威利貨車
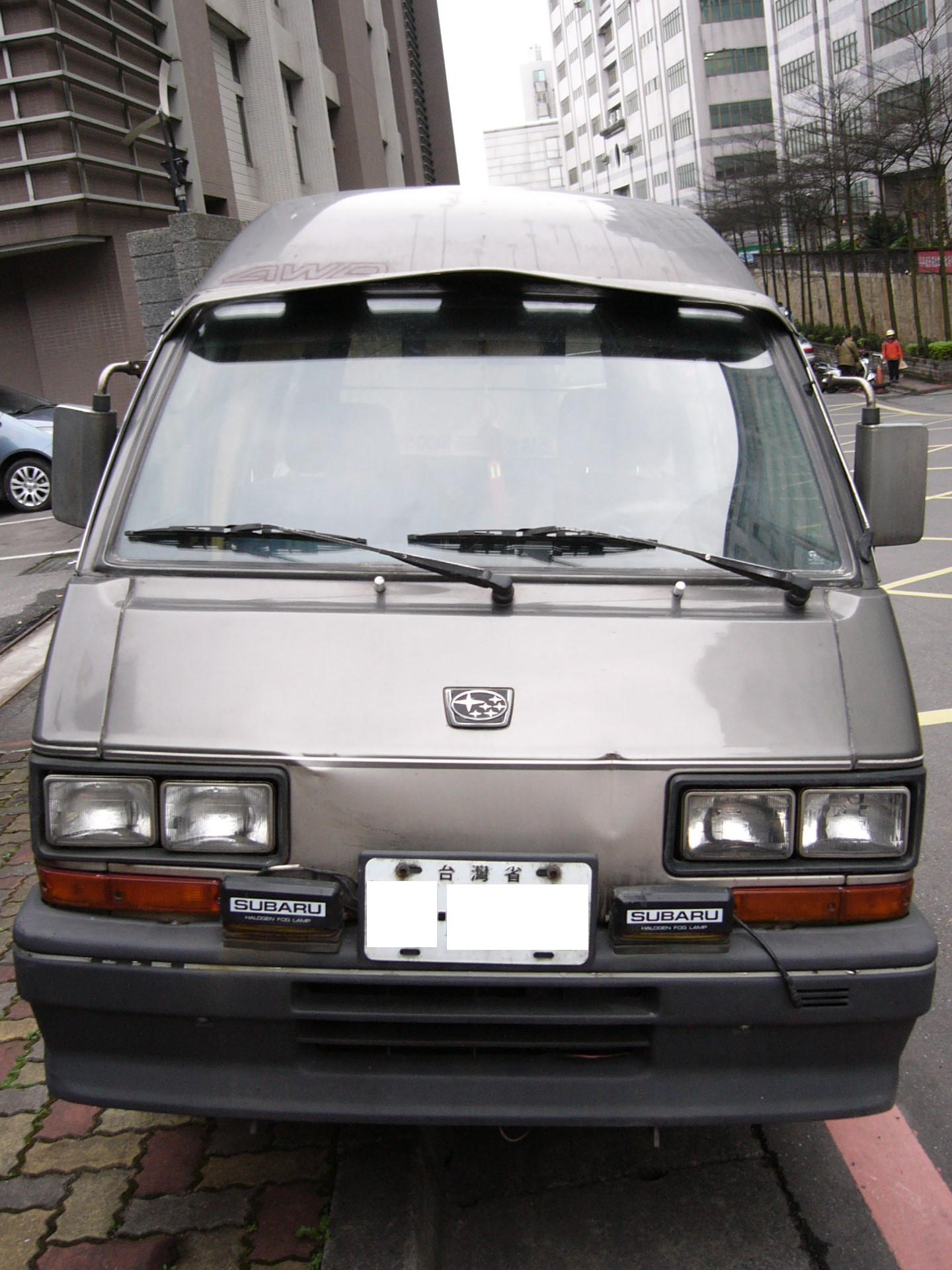
速霸陸Domingo 4WD客貨車車頭
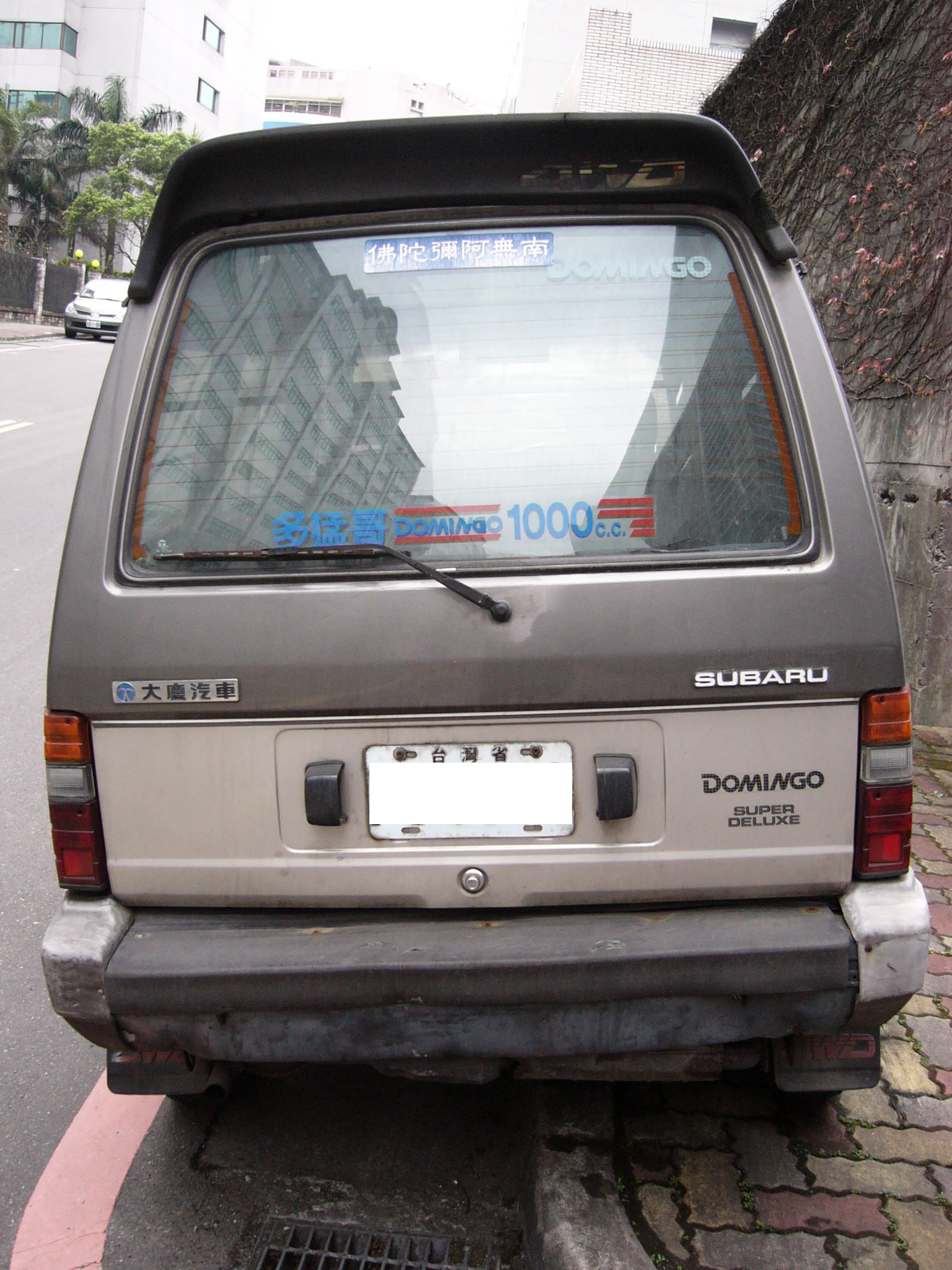
速霸陸Domingo 4WD客貨車車尾
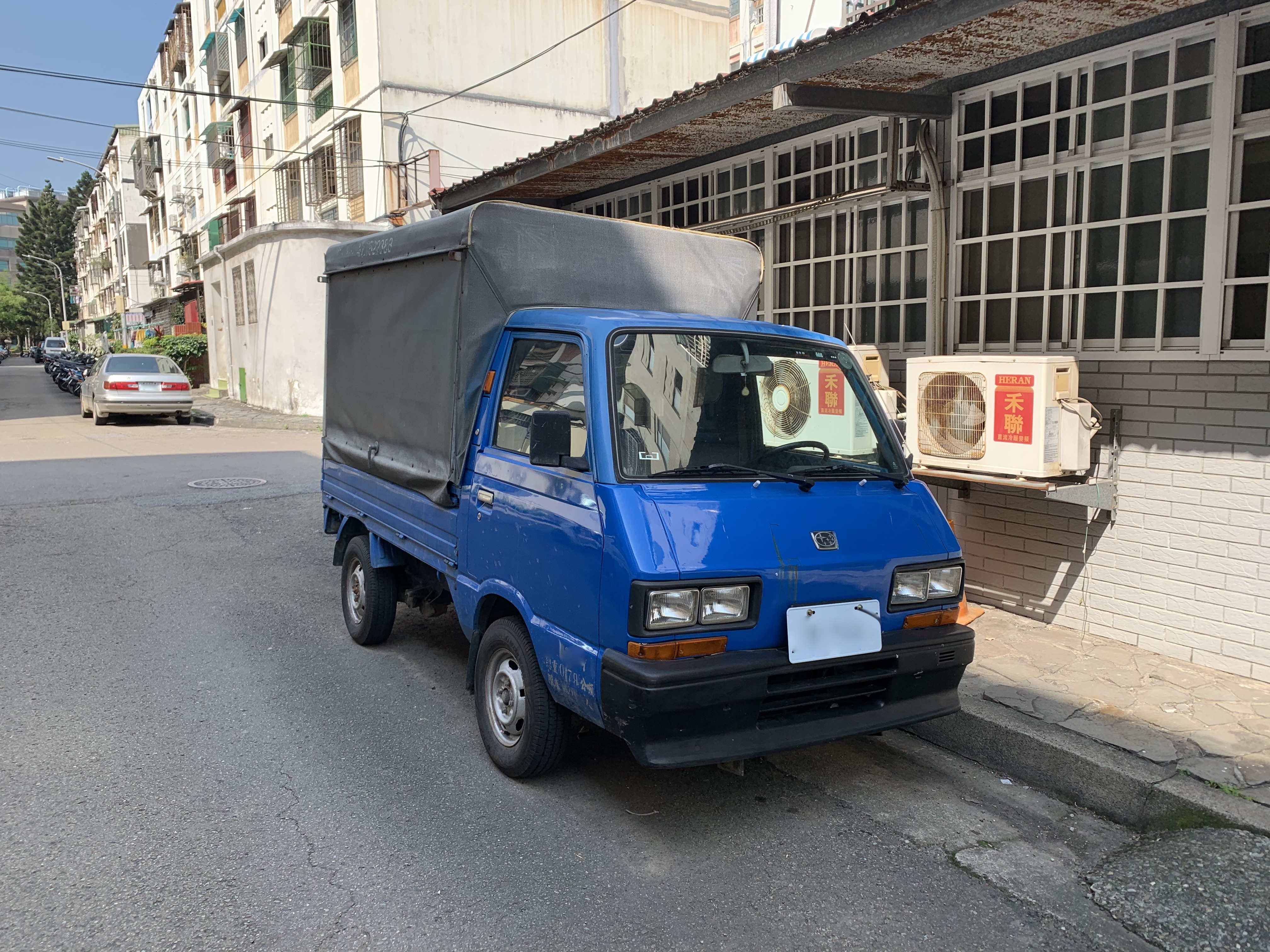
速霸陸Domingo貨車
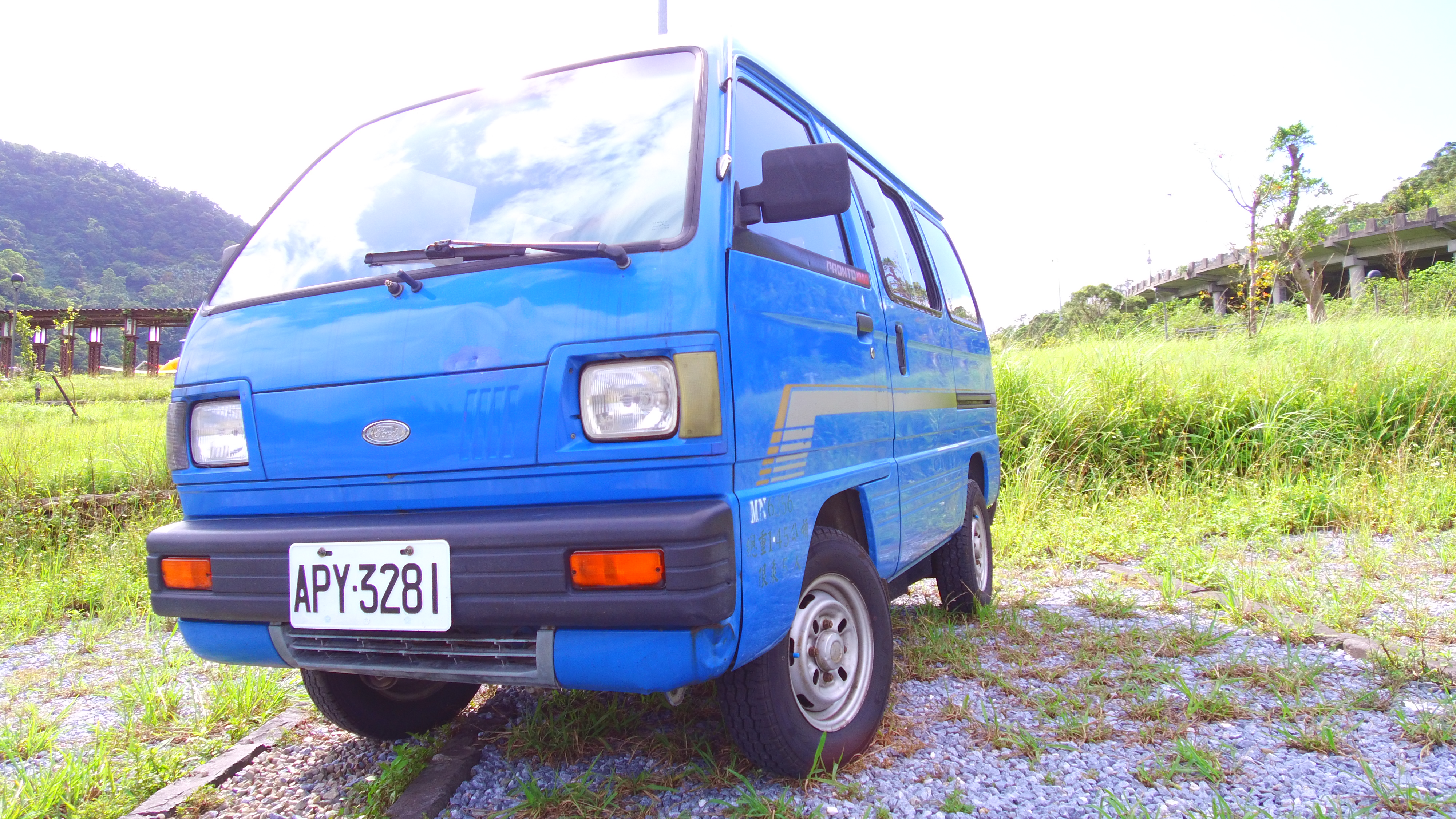
福特好幫手1000客貨車
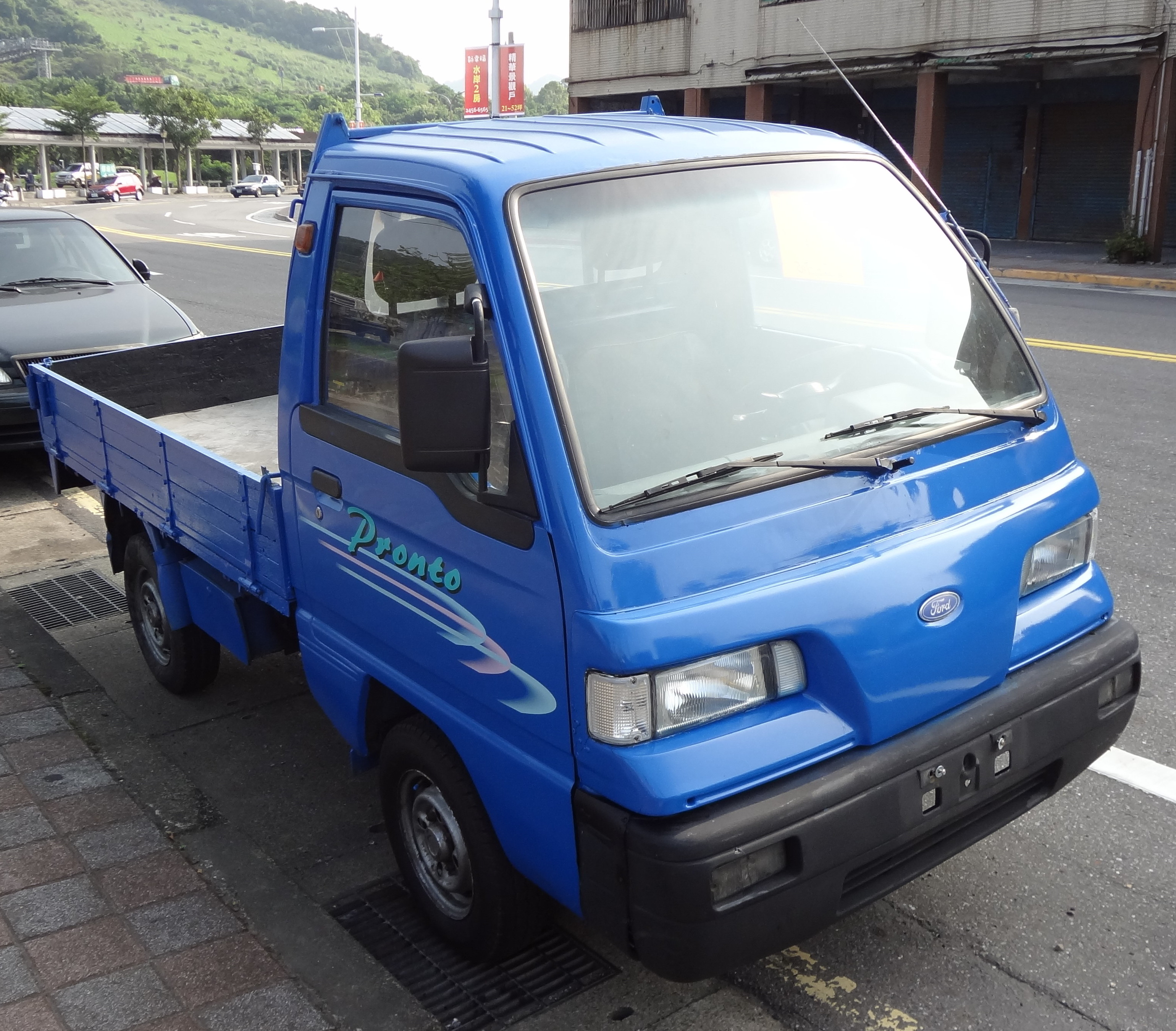
1999年福特好幫手貨車
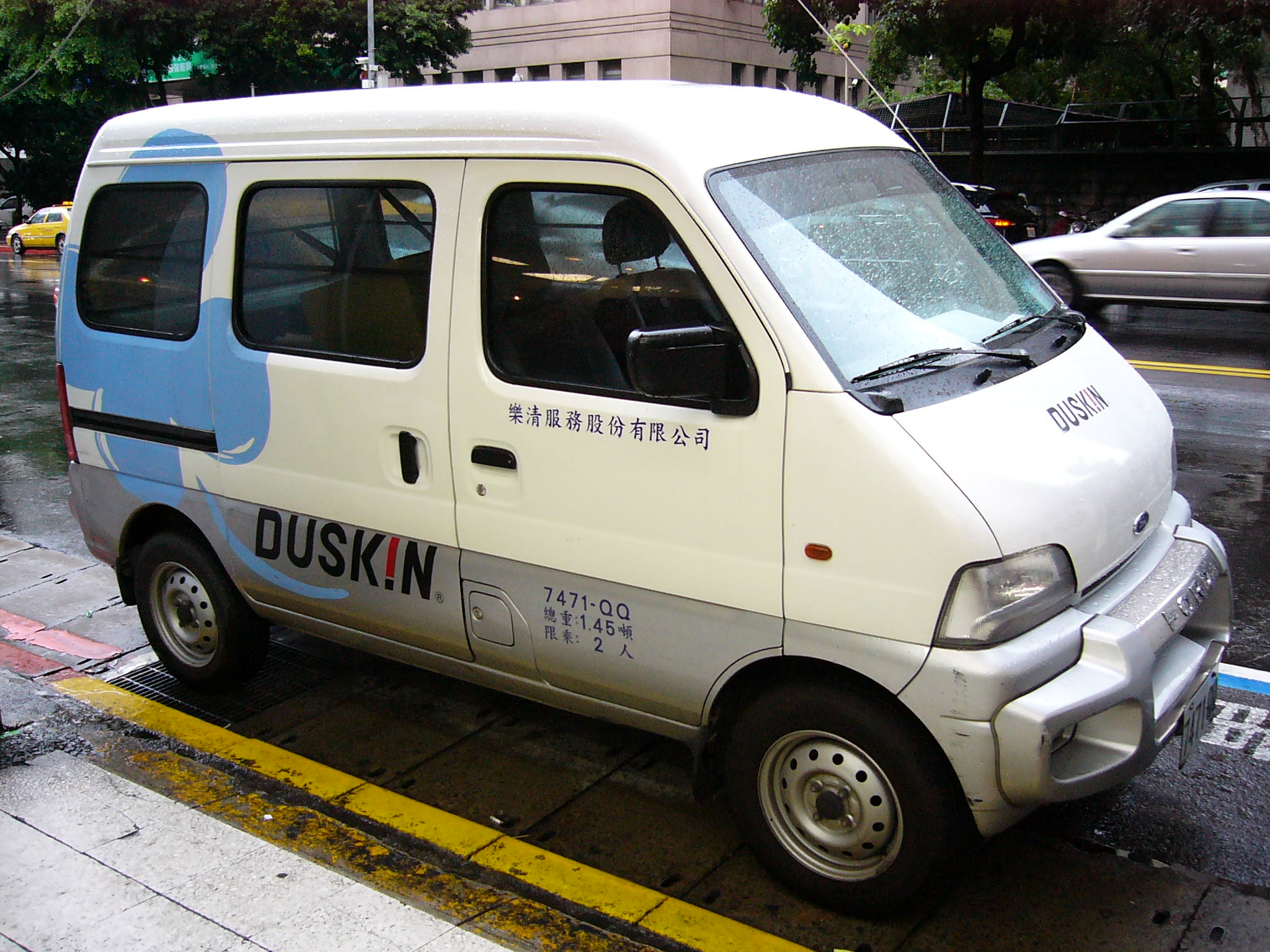
福特好幫手PRZ客貨車
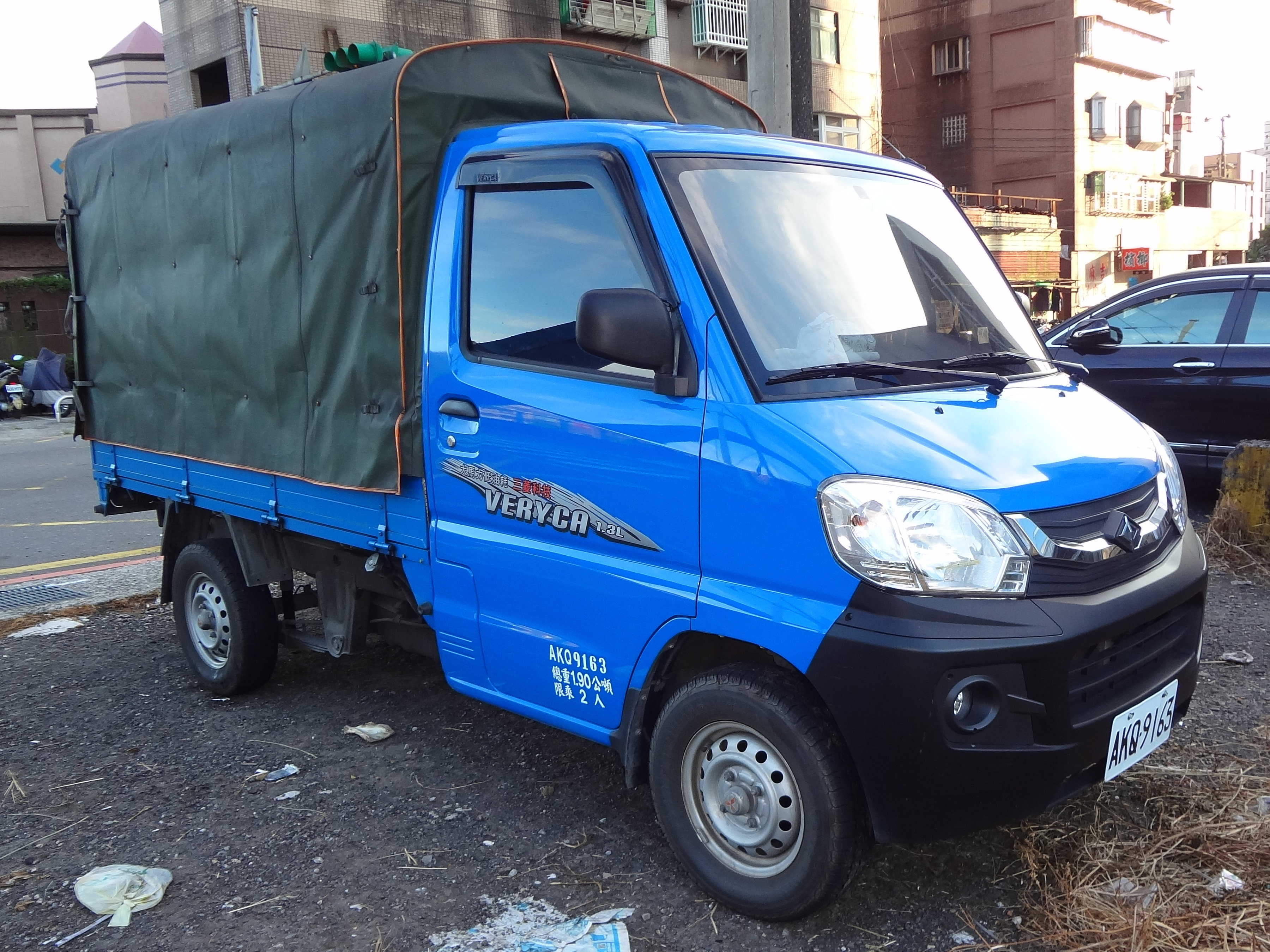
中華菱利平台貨車
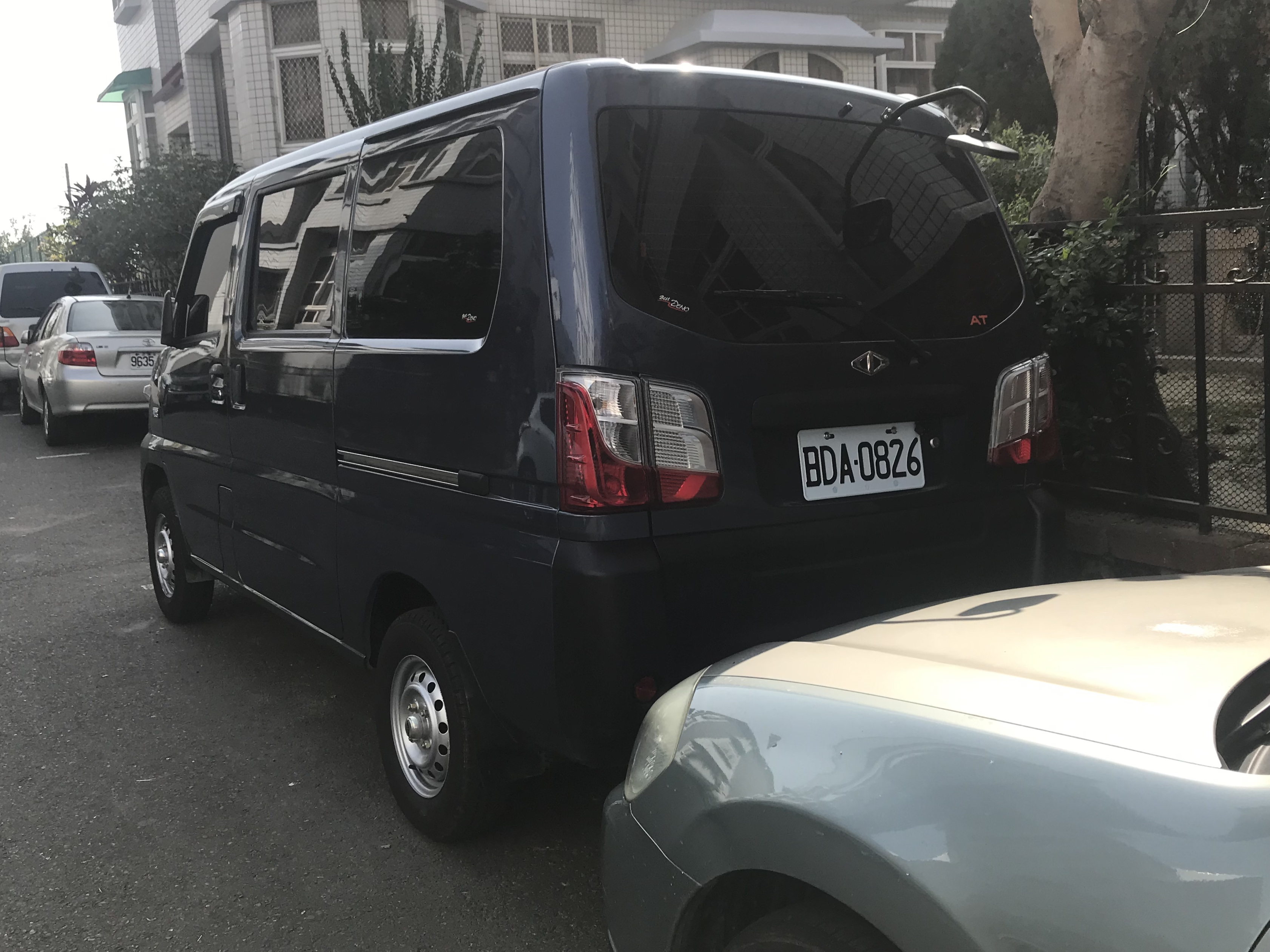
中華菱利廂型車車尾
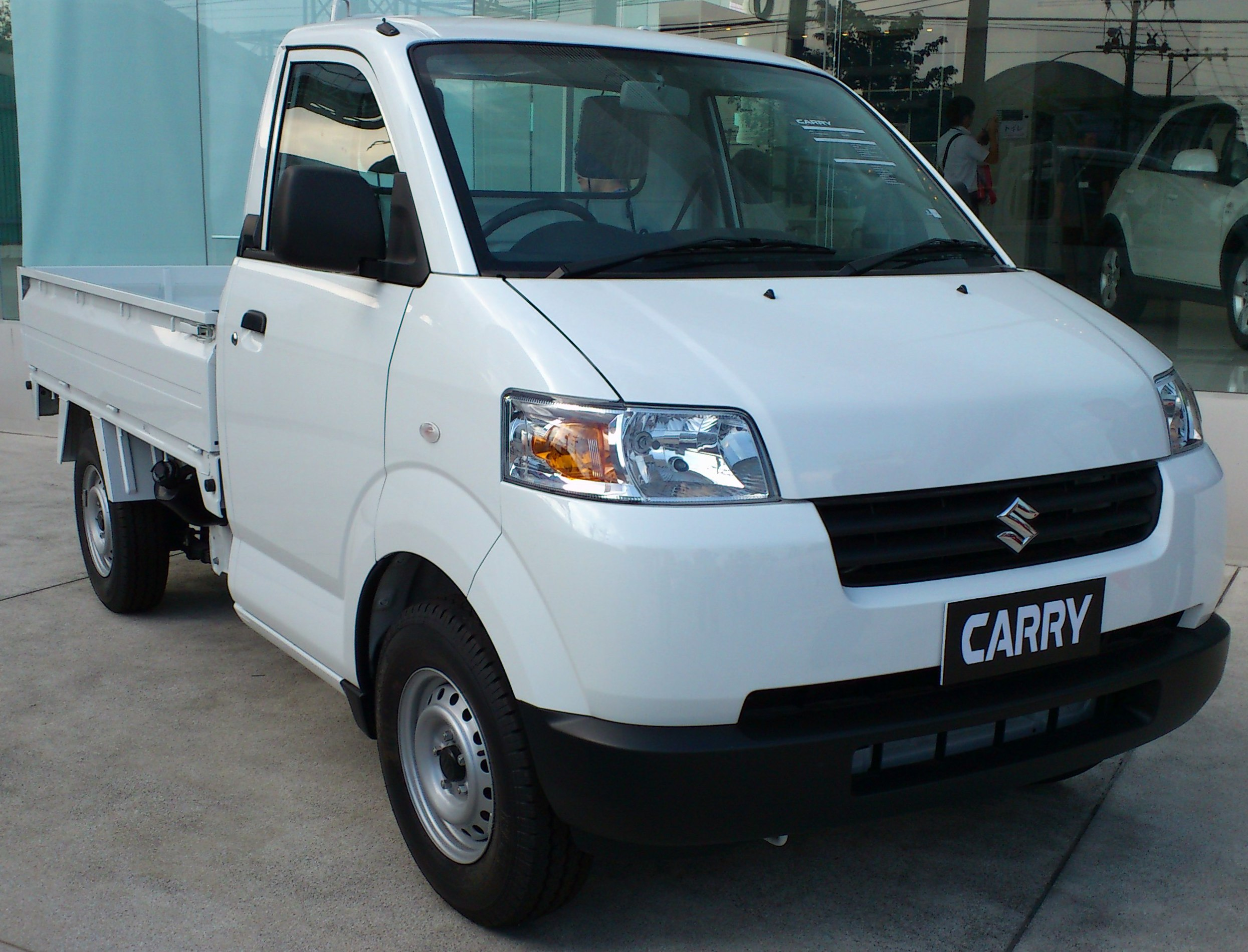
泰國版本的鈴木Carry
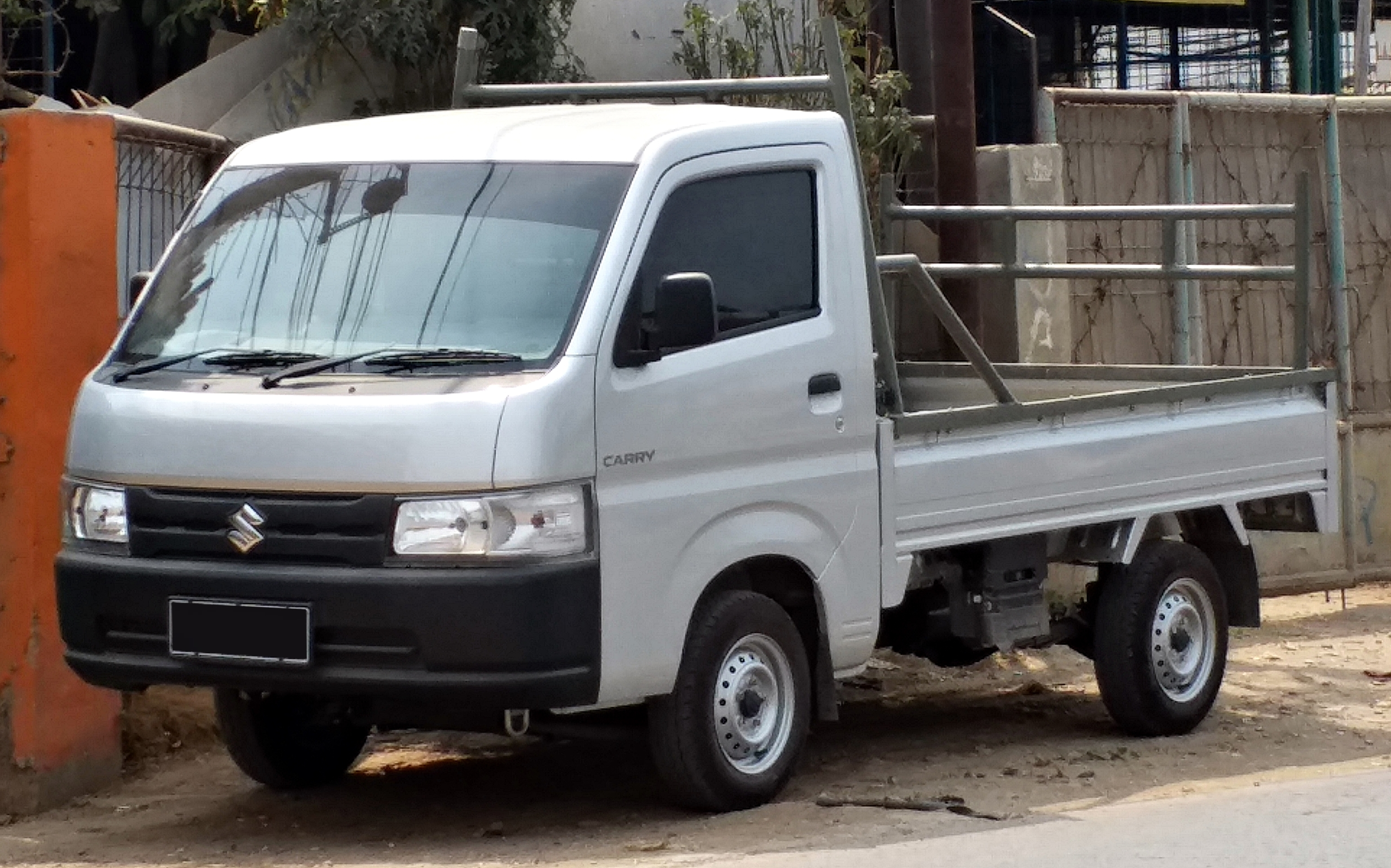
印尼製造的鈴木Carry DC61貨車 (2019年版)
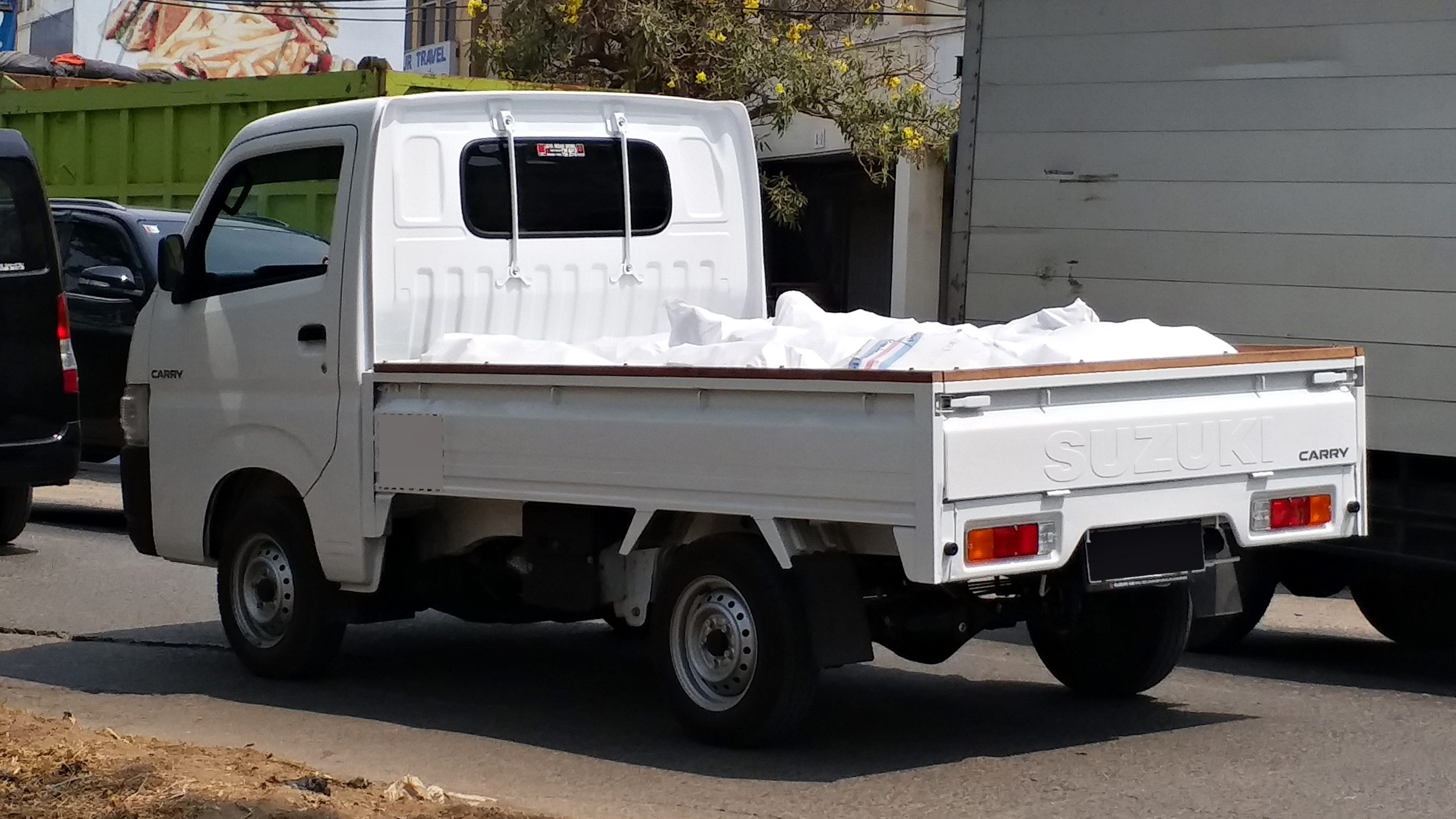
鈴木Carry DC61貨車車尾 (2019年版)
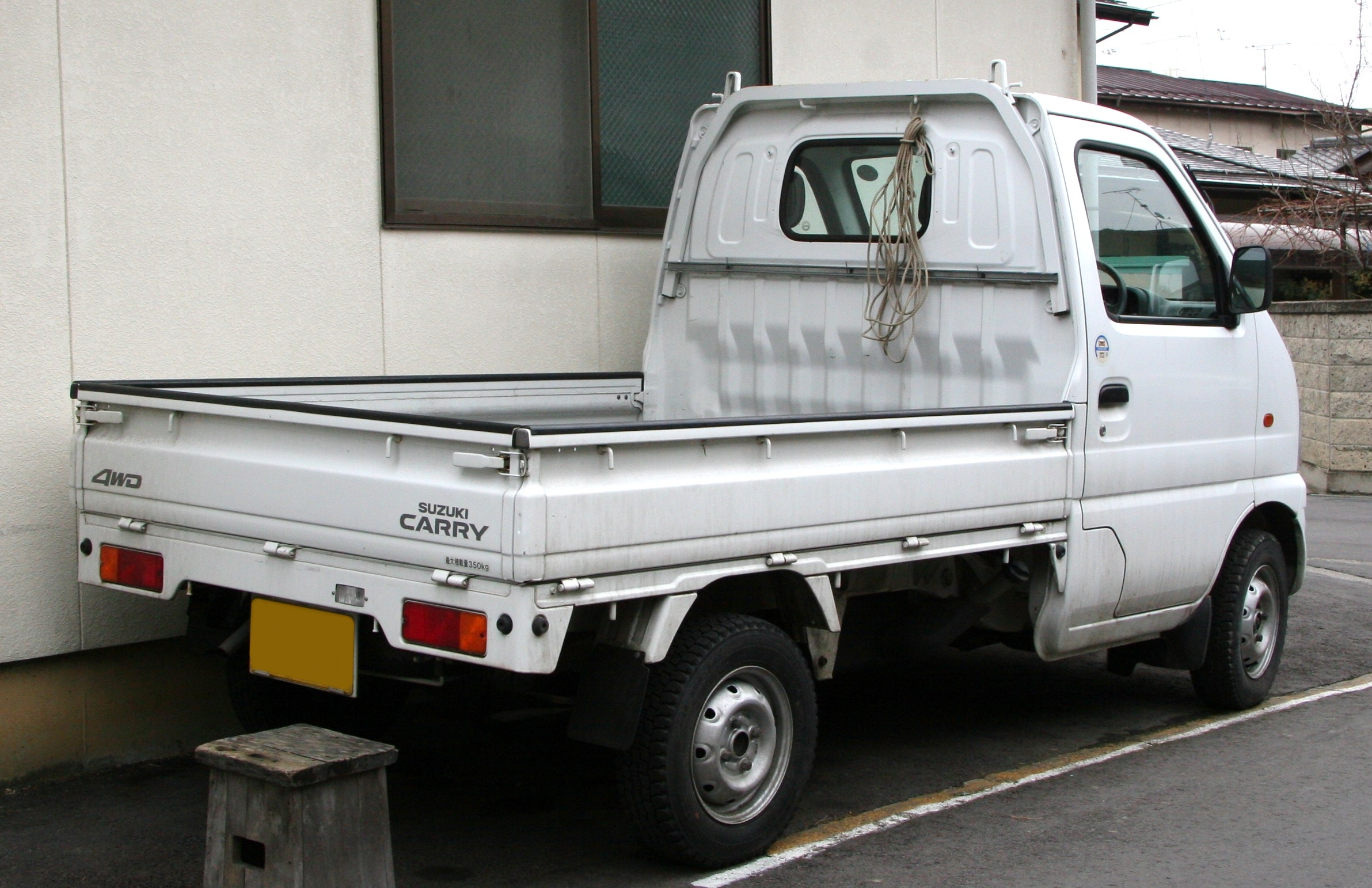
鈴木Carry 4WD貨車 (日規版本)
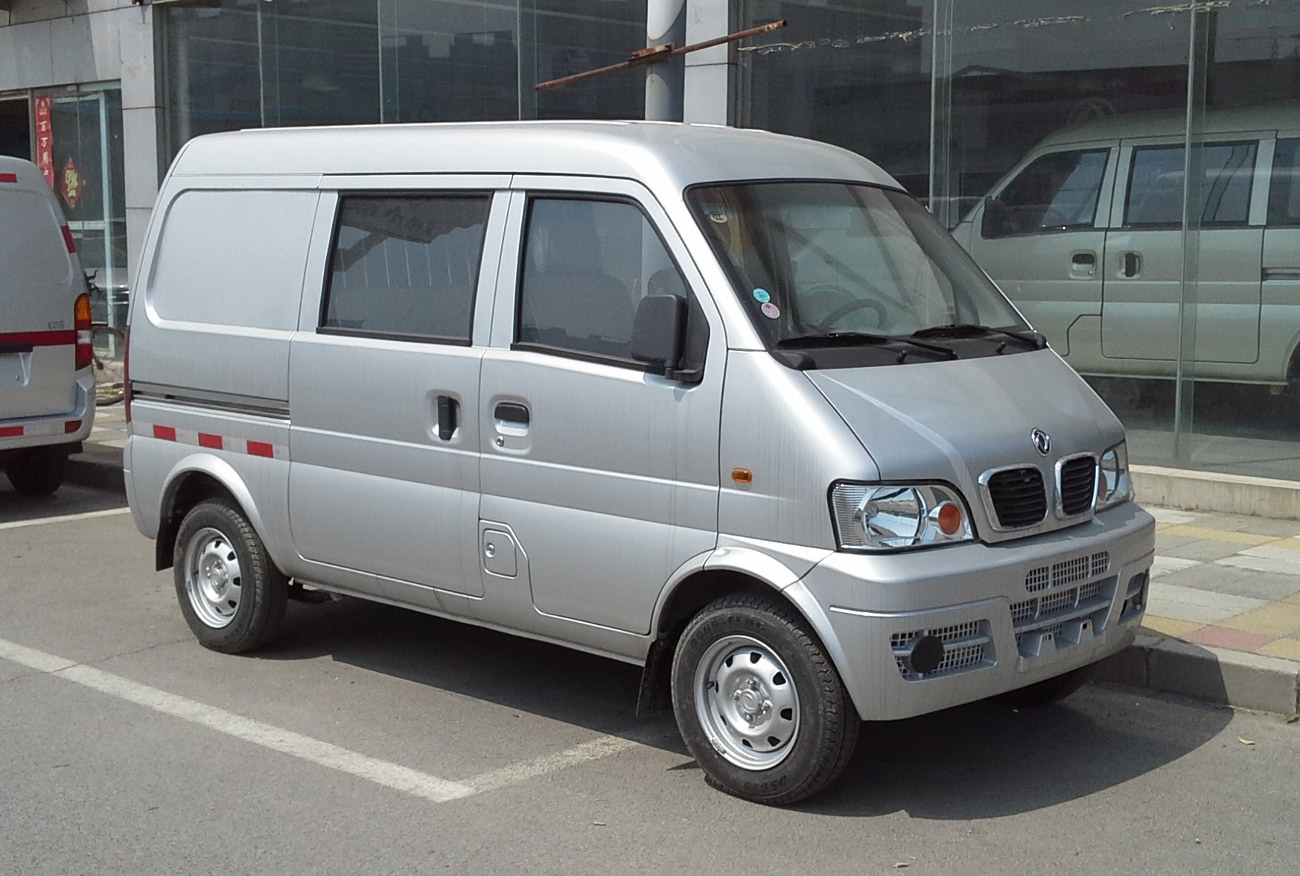
東風小康K05客貨車
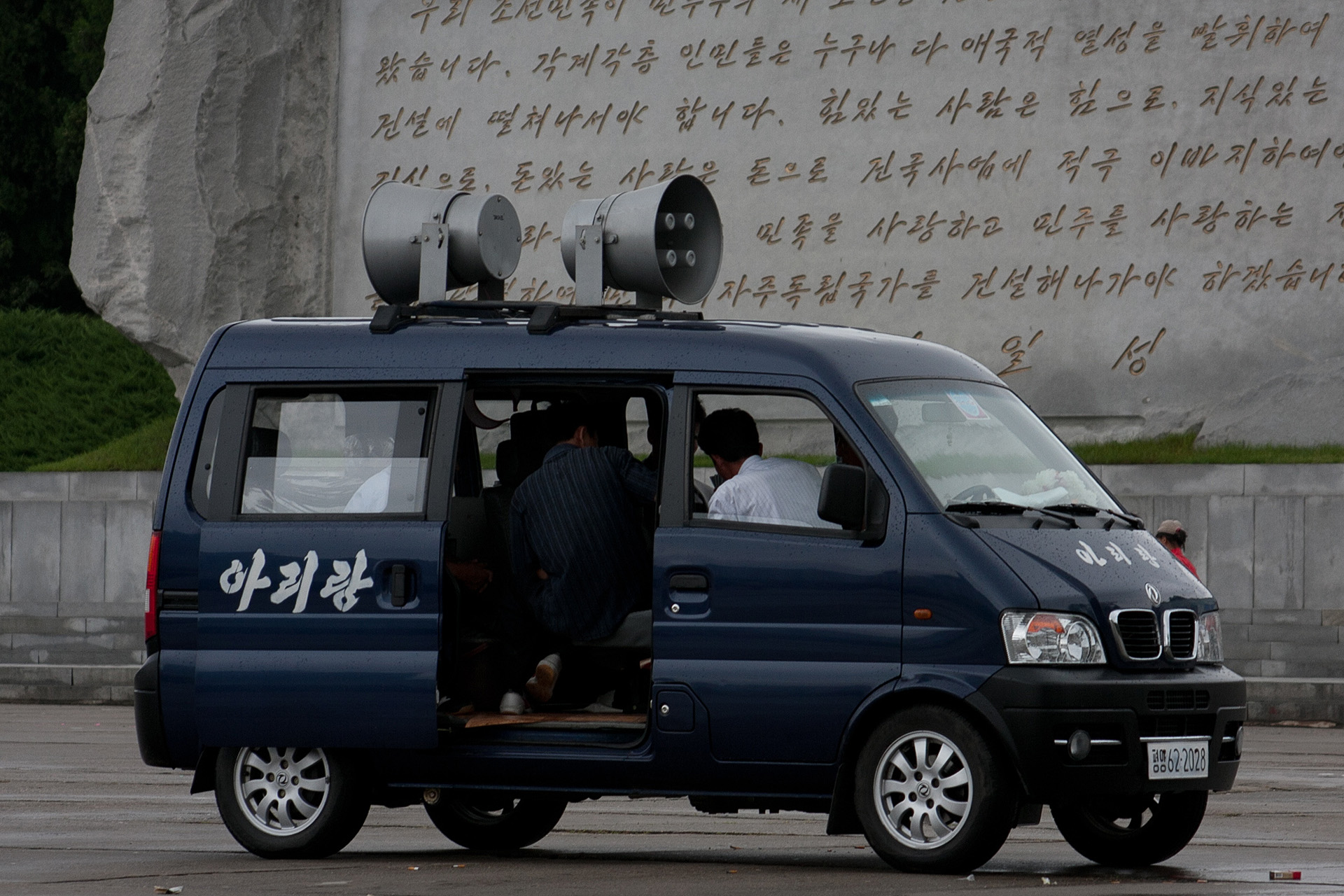
東風小康客貨車 (2010年於北韓拍攝)
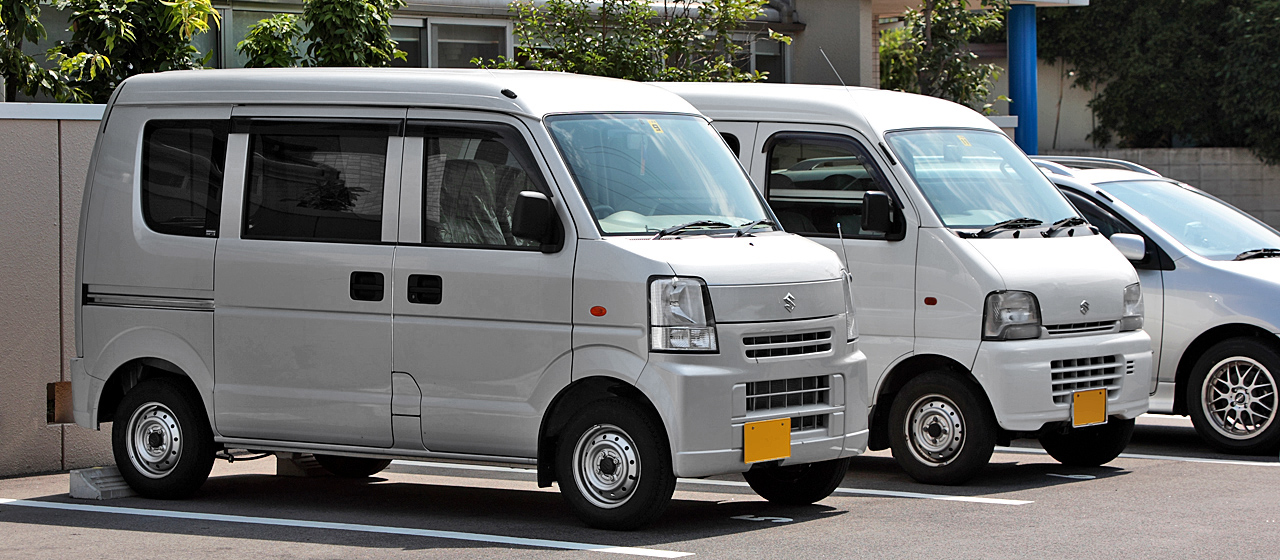
鈴木Every第四代 (左)、第五代 (右)廂型車 (日規版本)
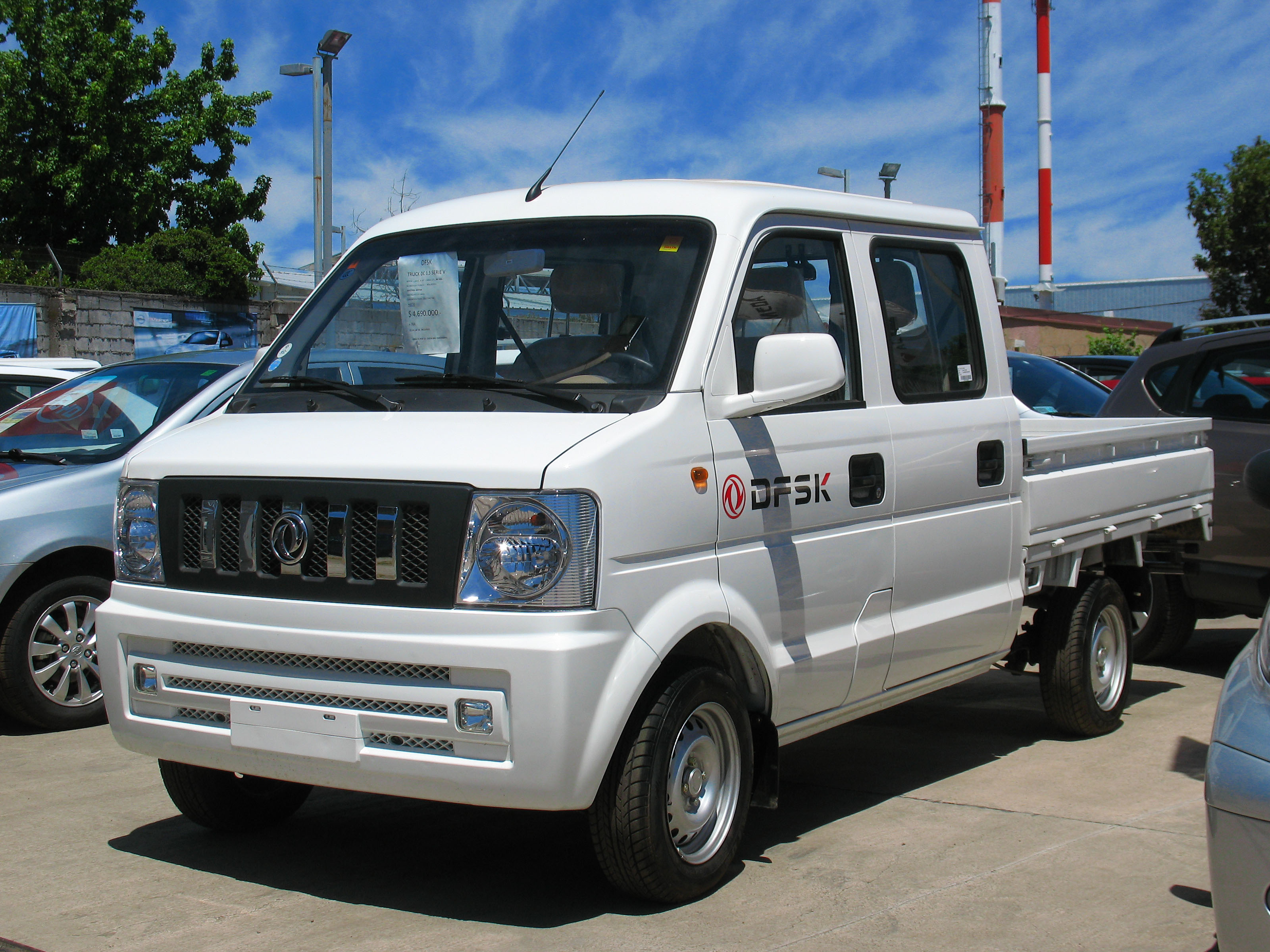
東風小康DFSK V22雙廂貨車
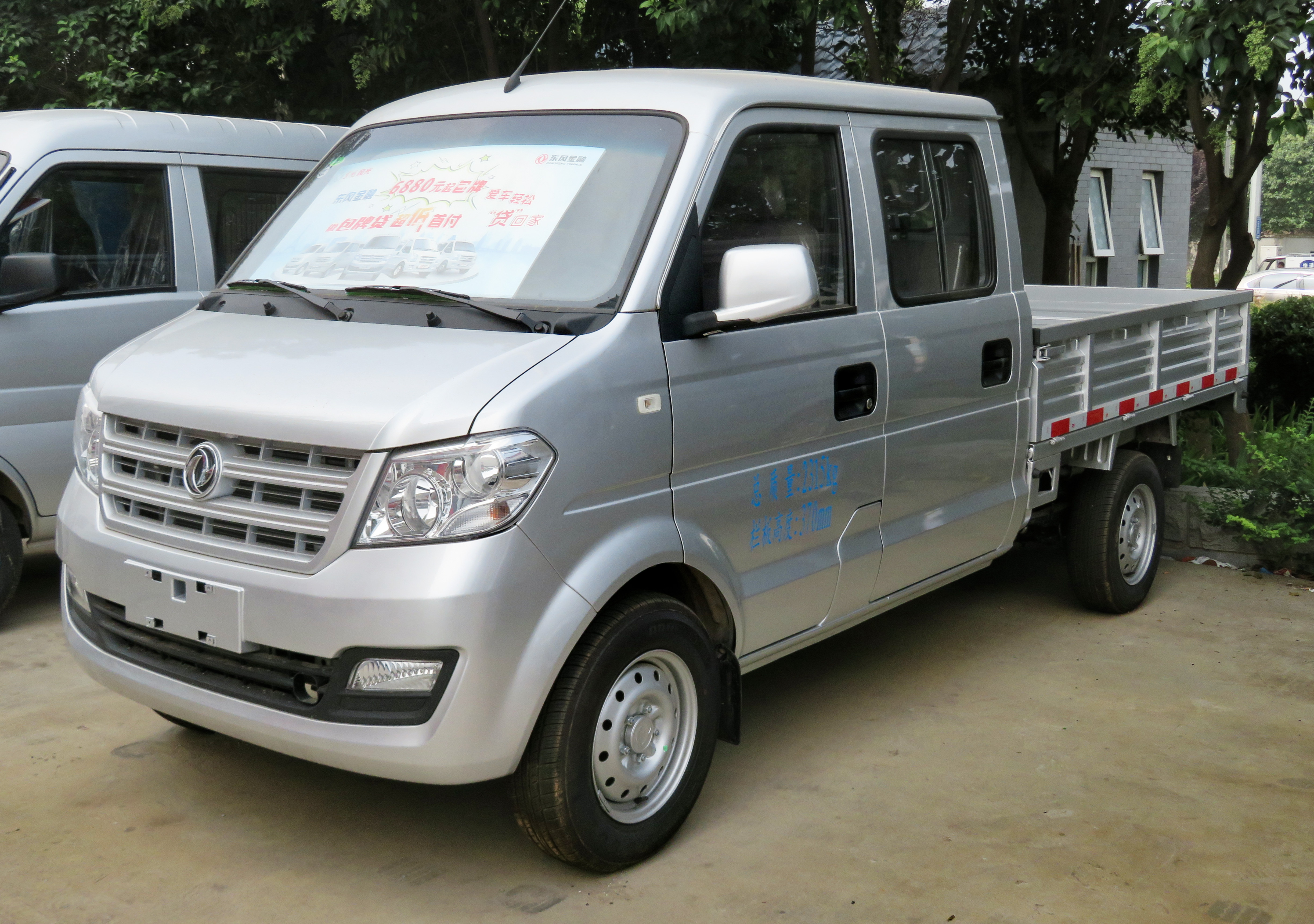
東風小康DFSK C32雙廂貨車

## 註解
1. ↑  穩發貨車的油箱蓋位置同樣和鈴木Every / Carry 位於車頭右側（客貨車位於右側車門下方，小貨車在右側貨台下方）。車尾燈以及鐵製貨台造型與東南亞版本的Carry幾乎完全相同，而且使用了BMW系列的車頭造型。